# Tadeusz Mitraszewski

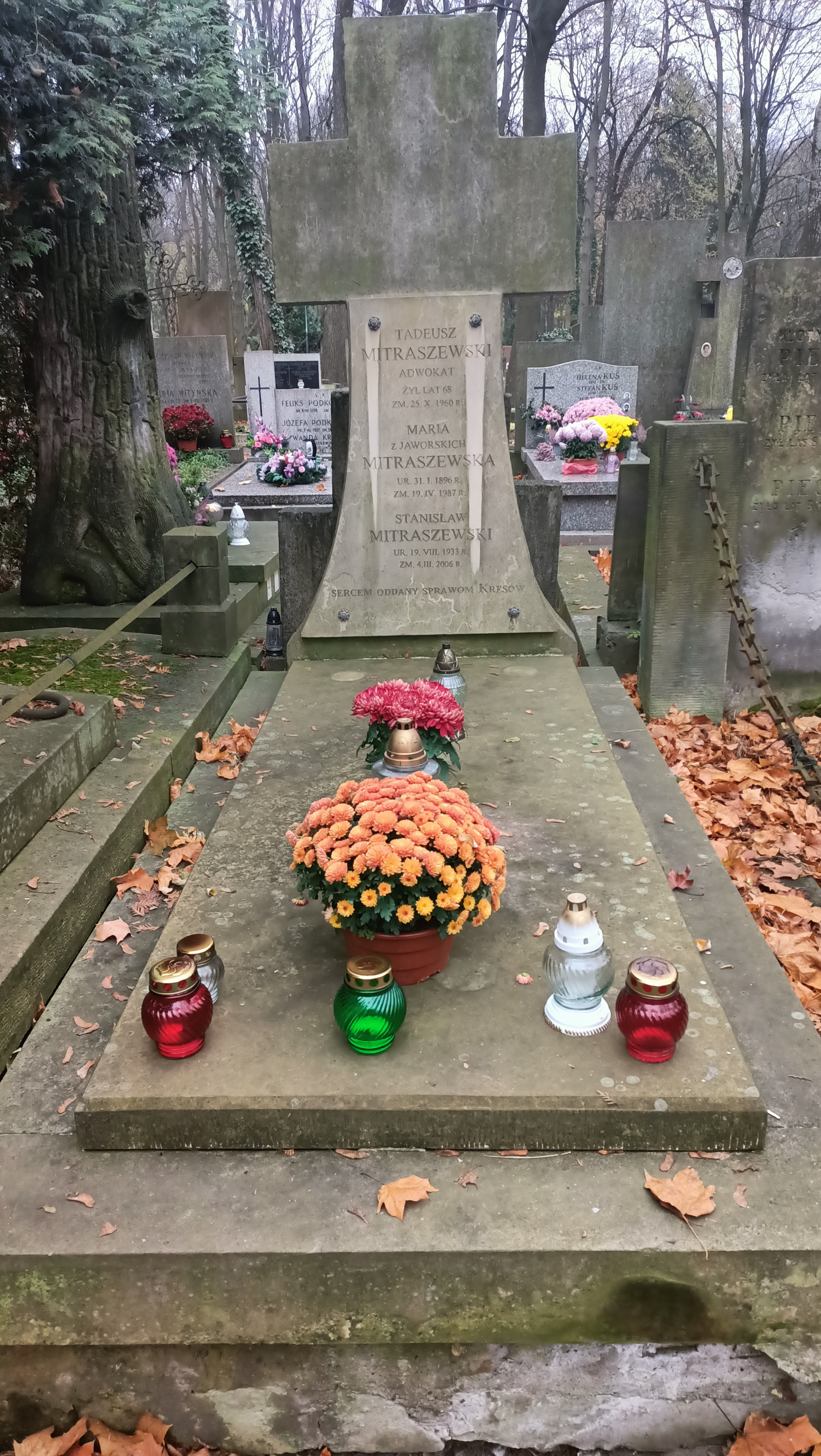
Grób Tadeusza Mitraszewskiego na cmentarzu Powązkowskim w Warszawie

Tadeusz Franciszek Stanisław Mitraszewski (ur. 23 października 1892 we Lwowie, zm. 25 października 1960 w Warszawie) – polski prawnik, prokurator, sędzia i adwokat, oficer audytor rezerwy Wojska Polskiego.

## Życiorys
Urodził się 23 października 1892 we Lwowie jako syn Franciszka. Ukończył studia na Wydziale Prawa Uniwersytetu Franciszkańskiego we Lwowie.
W czasie I wojny światowej walczył w szeregach cesarsko-królewskiej Obrony Krajowej. Jego oddziałem macierzystym był 19 pułk piechoty OK. Początkowo pełnił służbę jako aspirant oficerski. Na stopień podporucznika rezerwy został mianowany ze starszeństwem z 1 stycznia 1916.
W 1920 był oficerem śledczym w sądzie polowym 5 Dywizji Piechoty. 20 września 1920 został zatwierdzony z dniem 1 kwietnia 1920 w stopniu kapitana, w Korpusie Sądowym, w grupie oficerów byłej armii austro-węgierskiej. W latach 1920–1921 w Dowództwie 6 Armii. 3 maja 1922 został zweryfikowany w stopniu kapitana ze starszeństwem od 1 czerwca 1919 i 55. lokatą w korpusie oficerów sądowych. W latach 1923–1924 pełnił służbę w Prokuraturze przy Wojskowym Sądzie Okręgowym Nr II w Lublinie na stanowisku podprokuratora. Z dniem 15 stycznia 1926, w związku z wejściem w życie nowej organizacji służby sprawiedliwości, został zatwierdzony na stanowisku referenta w Wydziale III Departamentu IX Sprawiedliwości Ministerstwa Spraw Wojskowych w Warszawie. Później został przeniesiony służbowo z Dep. IX MSWojsk. do Prokuratury przy WSO Nr II. W marcu 1927 został mianowany podprokuratorem przy wojskowych sądach okręgowych i przeniesiony do Prokuratury przy WSO Nr II na stanowisko podprokuratora. W kwietniu 1928 został przeniesiony do Prokuratury przy Wojskowym Sądzie Okręgowym Nr IX w Brześciu na stanowisko podprokuratora. Z dniem 31 października 1928 został przeniesiony do rezerwy. W 1934, jako oficer rezerwy Korpusu Sądowego pozostawał w ewidencji Powiatowej Komendy Uzupełnień Sambor.
W latach 1930–1933 był wiceprokuratorem w Sądzie Okręgowym w Lublinie. 17 września 1930 wystąpił jako oskarżyciel w procesie byłej posłanki Ireny Kosmowskiej. W latach 1933–1934 był prokuratorem w Sądzie Okręgowym w Samborze. 20 września 1933 wystąpił jako oskarżyciel w procesie o zabójstwo Tadeusza Hołówki. W lipcu 1934 jako wiceprokurator Sądu Apelacyjnego w Warszawie został delegowany do Ministerstwa Sprawiedliwości na stanowisko dyrektora Departamentu Karnego w stopniu głównego komisarza Straży Więziennej. W 1935 został mianowany zastępcą dyrektora wspomnianego departamentu. Współorganizował reformę systemu penitencjarnego oraz reformę szkolnictwa zawodowego personelu więziennego.
12 września (27 maja) 1938 został mianowany prezesem Sądu Okręgowego w Wilnie. 24 września tego roku został pożegnany przez ministra sprawiedliwości Witolda Grabowskiego i wiceministra sprawiedliwości Adama Chełmońskiego.
Po powrocie z obozu internowanych na Litwie nie został członkiem konspiracji wileńskiej. Wojskowy Sąd Specjalny w Wilnie skazał go za zrzeczenie się narodowości polskiej na karę pozbawienia wolności z odroczeniem wykonania orzeczonej kary po wojnie.
Wiosną 1941 zdołał z rodziną przedostać się na stronę niemiecką, a później do Generalnego Gubernatorstwa, gdzie został polskim prokuratorem w Sądzie Okręgowym w Radomiu. W styczniu 1942 polski Zarząd Zakładów Karnych w Warszawie skierował go do pracy we Lwowie, gdzie objął stanowisko wiceprokuratora w Sądzie Apelacyjnym (dla Polaków) oraz sprawował nadzór administracyjno-gospodarczy nad więzieniami i nielicznym polskim personelem w Dystrykcie Galicja. Współpracował z delegatem Rady Głównej Opiekuńczej. Pod koniec lutego 1945 powrócił do rodziny pod Warszawą, a następnie pracował jako radca prawny w różnych instytucjach. W 1960 był adwokatem w Zespole Adwokackim nr 3 w Warszawie. Zmarł 25 października 1960 w Warszawie i został pochowany na cmentarzu Powązkowskim (kwatera 263, rząd 6, miejsce 7).
Był żonaty z Marią z Jaworskich (1896–1987), z którą miał syna Stanisława (1933–2006).

## Ordery i odznaczenia
- Krzyż Kawalerski Orderu Odrodzenia Polski[27]
- Złoty Krzyż Zasługi – 11 listopada 1935 „za zasługi na polu pracy w sądownictwie”[34]
- odznaka „Za zasługi w pracy penitencjarnej” – pośmiertnie 28 czerwca 2019[1]
- Srebrny Medal Waleczności 2 klasy[3]